# Słupsk trolibuszvonal-hálózata
Słupsk trolibuszvonal-hálózata három összesen 19,1 km hosszú vonalból állt. Az üzem 1985. július 20-án indult meg és 1999. október 18-án szűnt meg. Helyét buszvonalak vették át.
A hálózaton, bár meglehetősen rövid életet élt meg, mégis három generációnyi jármű fordult meg (ZiU-9, Jelcz PR110E, Ikarus 280E).

## Vonalak
| Vonal    | Hossz  | Útvonal jelenleg |
| -------- | ------ | --- |
| bezramki | 4,7 km | Rzymowskiego – 11 Listopada – Szczecińska – Tuwima – Deotymy – 9 Marca – Sienkiewicza – Kopernika – Sienkiewicza – 9 Marca – Tuwima – Szczecińska – 11 Listopada – Rzymowskiego |
| bezramki | 6,6 km | Rzymowskiego – 11 Listopada – Szczecińska – Tuwima – Deotymy – Wałowa – Zamkowa – Garncarska – Wiejska – Bohaterów Westerplatte – Hubalczyków – Bohaterów Westerplatte – Wiejska – Garncarska – Zamkowa – Jagiełły – 9 Marca – Tuwima – Szczecińska – 11 Listopada – Rzymowskiego                                                                             |
| bezramki | 7,8 km | Rzymowskiego – Piłsudskiego – Sobieskiego – 3 Maja – Wolności – Kopernika – Sienkiewicza – 9 Marca – Wałowa – Zamkowa – Garncarska – Wiejska – Bohaterów Westerplatte – Hubalczyków – Bohaterów Westerplatte – Wiejska – Garncarska – Zamkowa – Jagiełły – 9 Marca – Sienkiewicza – Kopernika – Wolności – 3 Maja – Sobieskiego – Piłsudskiego – Rzymowskiego |